# Ограбление по-французски
«Ограбление по-французски» (англ. Crime Spree) — криминальный художественный фильм, поставленный режиссёром Брэдом Мирманом по собственному сценарию.

## Сюжет
Банде парижских грабителей во главе с Даниэлем Форэ постоянно не везёт, и когда им поступает поручение от босса — ехать в Чикаго и ограбить один из особняков, преступники с охотой соглашаются, надеясь на удачу. Однако уже по приезде их начинает преследовать злой рок: поссорившись с местной преступной группировкой, они по ошибке угоняют автомобиль главаря уличной банды. Ограбление особняка приносит также плохие новости — дом принадлежит младшему боссу местной мафии, вдобавок, нужных ценностей у него не оказалось. Французов по пятам начинают преследовать агенты ФБР, целью которых являются аудиокассеты из особняка мафиози. Теперь грабителям необходимо срочно придумать, как разрешить сложившуюся ситуацию.

## В ролях
| Актёр           | Роль              |
| --------------- | ----------------- |
| Жерар Депардьё  | Даниэль Форэ      |
| Харви Кейтель   | Фрэнки Заммети    |
| Джонни Холлидей | Марсель Бюро      |
| Рено            | Ноль              |
| Ришар Боренже   | Лоран Бастальди   |
| Саид Тагмауи    | Сами              |
| Эйб Вигода      | Анджело Джанкарло |
| Стефан Фрейсс   | Жюльен Лябесс     |
| Альберт Дре     | Ремон Гини        |
| Шон Лоренс      | Агент Поуг        |
| Джино Маррокко  | Джои Две Тонны    |